# Лауричелла, Джузеппе
Джузеппе Лауричелла (итал. Giuseppe Lauricella; 15 декабря 1867, Агридженто, Сицилия, Италия — 9 января 1913, Катания, Сицилия, Италия) — итальянский математик, известный своими работами по гармоническому анализу и теории упругости, а также по теории гипергеометрических функций нескольких переменных. В частности, в его честь названы функции Лауричеллы, обобщающие функции Аппеля на случай трёх и более переменных.

## Биография
Джузеппе Лауричелла родился 15 декабря 1867 года в Агридженто (Сицилия, Италия). Обучался в Высшей нормальной школе в Пизе, где в то время преподавали Луиджи Бьянки, Вито Вольтерра и Улисс Дини.
Окончив Высшую нормальную школу в 1894 году, Лауричелла несколько лет работал в институтах в Мельфи и Пезаро. В 1897 году он получил позицию на кафедре инфинитезимального анализа в Катанийском университете, а в 1901 году получил высшую профессорскую должность (итал. professore ordinario). В 1907 году он был избран членом Национальной академии деи Линчеи.
За исключением одного года, проведённого в Риме, Лауричелла продолжал работать в Катании до конца своей жизни. Он умер 9 января 1913 года от скарлатины, заразившись ей от своего сына.

## Научная деятельность
В 1893 году Джузеппе Лауричелла ввёл и описал свойства четырёх гипергеометрических функций трёх переменных — FA, FB, FC и FD. Эти функции, которые легко обобщались на случай произвольного числа переменных, были впоследствии названы функциями Лауричеллы.
Его имя также носит доказанная им теорема Лауричеллы, связанная с критерием замкнутости набора ортогональных функций.